# Ahmad Al Saleh
Ahmad Al Saleh (en árabe: أَحمَد الصَّالِح‎; Amuda, Siria; 20 de mayo de 1990) es un futbolista de Siria que juega en la posición de defensa central con el Bourj FC de la Liga Premier de Líbano.

## Carrera

### Club
| Periodo   | Club              |
| --------- | ----------------- |
| 2008–2013 | Al-Jaish Damasco  |
| 2013      | Al-Shorta Damasco |
| 2013–2015 | Al-Arabi          |
| 2015–2016 | Al-Shorta SC      |
| 2016      | Muharraq Club     |
| 2016–2017 | Al-Arabi          |
| 2017–2018 | Henan Jinaye      |
| 2018      | Al-Jaish Damasco  |
| 2018–2019 | Al Ahed           |
| 2019–2021 | Al-Arabi          |
| 2021–2022 | Al-Wahda Damasco  |
| 2022–2023 | Al-Jaish Damasco  |
| 2023–     | Bourj FC          |

### Selección nacional
Jugó para Siria en 56 ocasiones de 2008 a 2022 y anotó dos goles; participó en la Copa Mundial de Fútbol Sub-17 de 2007 y dos ediciones de la Copa Asiática.

## Logros
- Liga Premier de Siria (1): 2009-10
- Supercopa de Siria (1): 2013
- Liga Premier de Kuwait (1): 2020-21
- Copa del Emir de Kuwait (1): 2019-20
- Copa de la Corona de Kuwait (1): 2014-15
- Copa Federación de Kuwait (1): 2013-14
- Liga Premier de Líbano (1): 2018-19
- Copa de Líbano (1): 2018-19
- Supercopa de Líbano (1): 2019